# 爱尔兰足球联赛
愛爾蘭足球聯賽（Football League of Ireland 或稱 League of Ireland），其後獲冠名贊助稱為愛爾蘭電訊聯賽（eircom League），是愛爾蘭共和國於1921年組成後的足球聯賽，於2006年結束，交由FAI愛爾蘭聯賽（FAI League of Ireland）承接。

## 歷史
爱尔兰足球联赛於1921年成立，當時共有8支球隊參賽，全部來自都柏林，首屆冠軍是聖詹姆士門（St Jame's Gate）。接下來的40年聯賽逐步擴展，最終伸張到全國各地，當1985年分拆為超級聯賽及甲組聯賽時，共有6支新球隊加入，使聯賽成員總數達到22隊，超級聯賽12隊及甲組10隊，同時確立升降制度。
直到最近爱尔兰足球联赛的賽期跟隨一般西歐聯賽的跨年模式，於夏季末展開，整個冬季持續比賽，直到春末才結束，夏季休戰；2003年開始改變賽期，採用北歐、波罗的海国家及俄羅斯的夏季聯賽模式，於每年3月開季，直到12月初愛爾蘭足球協會盃（FAI Cup）決賽後才告完結。
2007年愛爾蘭足球協會（Football Association of Ireland，簡稱FAI）組成新的FAI愛爾蘭足球聯賽（FAI League of Ireland）接替爱尔兰足球联赛。

## 歷屆冠軍
不包括甲組冠軍

| 2006年 舒爾本 2005年 科克城 2004年 舒爾本 2003年 舒爾本 2002年/2003年 2001年/2002年 舒爾本 2000年/2001年 1999年/2000年 舒爾本 1998年/1999年 1997年/1998年 1996年/1997年 德利城 1995年/1996年 1994年/1995年 登達克 1993年/1994年 沙姆洛克流浪 1992年/1993年 科克城 1991年/1992年 舒爾本 1990年/1991年 登達克 1989年/1990年 1988年/1989年 德利城 1987年/1988年 登達克 1986年/1987年 沙姆洛克流浪 1985年/1986年 沙姆洛克流浪 1984年/1985年 沙姆洛克流浪 1983年/1984年 沙姆洛克流浪 1982年/1983年 阿斯隆鎮 1981年/1982年 登達克 1980年/1981年 阿斯隆鎮 1979年/1980年 利梅里克聯隊 1978年/1979年 登達克 | 1977年/1978年 1976年/1977年 斯利哥流浪 1975年/1976年 登達克 1974年/1975年 1973年/1974年 曲克些路迪 1972年/1973年 屈達福 1971年/1972年 屈達福 1970年/1971年 曲克希伯尼恩斯 1969年/1970年 屈達福 1968年/1969年 屈達福 1967年/1968年 屈達福 1966年/1967年 登達克 1965年/1966年 屈達福 1964年/1965年 杜林干達 1963年/1964年 沙姆洛克流浪 1962年/1963年 登達克 1961年/1962年 舒爾本 1960年/1961年 杜林干達 1959年/1960年 利梅里克 1958年/1959年 沙姆洛克流浪 1957年/1958年 杜林干達 1956年/1957年 沙姆洛克流浪 1955年/1956年 1954年/1955年 1953年/1954年 沙姆洛克流浪 1952年/1953年 舒爾本 1951年/1952年 1950年/1951年 曲克競技會 1949年/1950年 曲克競技會 | 1948年/1949年 杜林干達 1947年/1948年 杜林干達 1946年/1947年 舒爾本 1945年/1946年 曲克聯隊 1944年/1945年 曲克聯隊 1943年/1944年 舒爾本 1942年/1943年 曲克聯隊 1941年/1942年 曲克聯隊 1940年/1941年 曲克聯隊 1939年/1940年 聖詹姆士門 1938年/1939年 沙姆洛克流浪 1937年/1938年 沙姆洛克流浪 1936年/1937年 斯利哥流浪 1935年/1936年 1934年/1935年 海豚隊 1933年/1934年 1932年/1933年 登達克 1931年/1932年 沙姆洛克流浪 1930年/1931年 舒爾本 1929年/1930年 1928年/1929年 舒爾本 1927年/1928年 波希米亞人 1926年/1927年 沙姆洛克流浪 1925年/1926年 舒爾本 1924年/1925年 沙姆洛克流浪 1923年/1924年 1922年/1923年 沙姆洛克流浪 1921年/1922年 聖詹姆士門 |

## 外部連結
- 愛爾蘭聯賽官網 （页面存档备份，存于）
- RSSSF.com - History of standings （页面存档备份，存于）
- RSSSF.com - History of top scorers （页面存档备份，存于）